# Serguei Nikolski
Serguei Nikolski –en ruso, Сергей Никольский– es un deportista soviético que compitió en piragüismo en la modalidad de aguas tranquilas. Ganó cinco medallas en el Campeonato Mundial de Piragüismo entre los años 1973 y 1979.

## Palmarés internacional
| Campeonato Mundial | Campeonato Mundial    | Campeonato Mundial | Campeonato Mundial |
| Año                | Lugar                 | Medalla            | Competición        |
| ------------------ | --------------------- | ------------------ | ------------------ |
| 1973               | Tampere (Finlandia)   | Medalla de oro     | K1 4 × 500 m       |
| 1977               | Sofía (Bulgaria)      | Medalla de plata   | K4 1000 m          |
| 1977               | Sofía (Bulgaria)      | Medalla de oro     | K4 10 000 m        |
| 1978               | Belgrado (Yugoslavia) | Medalla de oro     | K4 10 000 m        |
| 1979               | Duisburgo (RFA)       | Medalla de oro     | K4 10 000 m        |